# Rublakare
Rublakare ist eine unbewohnte Insel, 250 Meter von der größten estnischen Insel Saaremaa entfernt. Die Insel liegt in der Landgemeinde Saaremaa im Kreis Saare. Sie liegt im Kübassaare maastikukaitseala.
Rublakare ist 90 Meter lang und 10 Meter breit.